# Cmentarz Stary w Płocku
Stary cmentarz katolicki w Płocku (zwyczajowo nazywany starym, zabytkowym lub Płockimi Powązkami) - czynny, rzymskokatolicki cmentarz wyznaniowy położony przy al. Floriana Kobylińskiego 24 w Płocku, którego administratorem jest Kuria Diecezji Płockiej. Cmentarz zajmuje powierzchnię 2,30 ha, jego granicę wyznaczają al. Floriana Kobylińskiego, ul. Topolowa i ul. Kazimierza Wielkiego w Płocku. Jest to pierwszy w kraju cmentarz pozamiejski zorganizowany w 1780 r., starszy o 10 lat od warszawskiego Cmentarza Powązkowskiego. 
Rolę społecznego opiekuna nekropolii pełni Stowarzyszenie “Starówka Płocka”, które razem z dziennikiem “Gazeta Wyborcza” od 2000 roku koordynuje akcję społeczną pn. “Ratujmy Płockie Powązki”, która ma na celu zbiórkę pieniędzy na renowację zabytkowych nagrobków cmentarza.
Ze względu na swój wielowiekowy charakter oraz sąsiednie położenie “nowego” Cmentarza katolickiego w Płocku, obydwa cmentarze wspólnie określane są jako cmentarz zabytkowy lub Płockie Powązki.

## Historia

### Pochówki przykościelne
Od średniowiecza cmentarze organizowane były wokół kościołów. Grzebanie zmarłych od wieków odbywało się w ich bliskim sąsiedztwie lub ich podziemiach. Pochówki poza kościelnym obrębem były powszechnie traktowane jako pogardliwe, określenie “psim pochówkiem”. Dotyczyły głównie przestępców, zbrodniarzy, samobójców, epidemików czy innowierców. Z czasem taki system pochówków stwarzał coraz poważniejsze zagrożenie higieniczne i sanitarne dla mieszkańców miast. 

### Zmiany w cmentarnictwie
Jako pierwszy pracę nad tym problemem podjął Paryski Parlament. 12 marca 1763 r. wszczęto dochodzenie w sprawie stanu paryskich cmentarzy. Jego wyniki potwierdziły, że szczególnie w okresie letnim nieprzyjemne i chorobotwórcze wyziewy z grobów stwarzają realne zagrożenie epidemiologiczne dla miasta. Na bazie tego dochodzenia, 21 maja 1765 r. parlament wydał orzeczenie, w którym nakazał uporządkować tereny cmentarzy oraz przenieść ekshumowane ciała do nowych kwater, które miały być zorganizowane na nowych cmentarzach usytuowanych poza granicami miasta. Orzeczenie parlamentu zburzyło dotychczasowy porządek i nie zostało powszechnie zaakceptowane. Dyskusję w tym temacie zamknęła Deklaracja królewska dotycząca pochówków wydana 10 marca 1776 r. przez Ludwika XVI. W głównej mierze wyprowadziła ona cmentarze poza granice miast oraz ściśle określiła zasady pochówków.  

### Historia płockiego cmentarza
Te same problemy z grzebaniem zmarłych występowały w Płocku. Francuskie wzorce szybko zostały zaadaptowane w Płocku. To tutaj utworzono pierwszy w kraju cmentarz poza granicami miast na działce położonej przy trakcie dobrzyńskim. Pierwszy pochówek zorganizowano na początku sierpnia 1780 r. Grzebanie zmarłych na nowym cmentarzu nie było jednak powszechnie akceptowane przez płockie społeczeństwo.  
Około roku 1790 ksiądz Antoni Zdzienicki, prepozyt kolegiaty św. Bartłomieja w Płocku, ufundował na terenie cmentarza niewielki drewniany kościół św. Katarzyny. Budowa nie przyniosła zmian w podejściu wiernych, a wokół kościoła chowani byli głównie księża niosący posługę w mieście. Potwierdza to fakt, że do 1817 r. kościół służył jako skład na proch i amunicję. W latach 20. XIX w. kościółek był poddany renowacji, ale stopniowo popadł w ruinę. Ostatecznie został rozebrany przez okupacyjne władze niemieckie w 1941 r.
W 1817 r. cmentarz nie posiadał kostnicy, miał 135 łokci długości i 126 łokci szerokości, był za to ogrodzony murem i posiadał osobne miejsce do pochówków dla dzieci nieochrzczonych. Cmentarz w swojej historii miał różne problemy, oprócz tych finansowych zmagał się szczególnie w I poł. XIX w. z nielegalnym wypasem bydła na swoim terenie. W 1858 r. niejaki Krężelewski został ukarany grzywną za nielegalny wypas swoich krów na terenie zielonym cmentarza.
W 1848 r. cmentarz powoli zaczął się zapełniać. Dozór Kościelny opiekujący się cmentarzem wystąpił 10/22.10.1848 r. do władz miejskich o pomoc w zorganizowaniu miejsca na nowy cmentarz. Głównym powodem były liczne pochówki zmarłych więźniów z płockiego więzienia, które zapełniały kwatery dla parafian. Dozór Kościelny szacował, że miejsca na pochówki wystarczy jeszcze na najbliższy rok. Walka o nowy cmentarz trwała blisko 30 lat. Oficjalnie zamknięto go 27 lutego 1877 r., dozwolono jedynie na pochówki dla rodzin posiadających tam swoje grobowce. 
Przez kolejne lata cmentarz był remontowany lub popadał w ruinę. Pod koniec XX w. cmentarz stał się miejscem schadzek płockiej młodzieży, libacji alkoholowych oraz składowiskiem śmieci. Na początku lat 90. XX w. podjęto pierwsze próby uporządkowania terenu cmentarza. Jednak dopiero w 1995 r. zarząd nad cmentarzem przejęła Kuria Diecezji Płockiej, która zobowiązała się go uporządkować. Postanowiono odtworzyć historyczny układ przestrzenny cmentarza oraz utworzyć ossuarium na nowe i ekshumowane szczątki, a także wyznaczyć zabytkowe mogiły, które miały być w przyszłości poddane renowacji. Prace rewitalizacyjne przebiegały w atmosferze skandalu. Przy renowacji dopuszczono się wielu uchybień, przez co wiele z zabytkowych nagrobków uległo nieodwracalnemu zniszczeniu. Po zakończeniu prac, wytyczono nowe kwatery i obecnie jest on otwarty na nowe pochówki. 
Od 2000 roku w Płocku prowadzona jest akcja pn. “Ratujmy Płockie Powązki”, której nazwa nawiązuje do słynnego Cmentarza Powązkowskiego w Warszawie. Akcją kieruje Stowarzyszenie “Starówka Płocka”, która razem z płockim oddziałem “Gazety Wyborczej” i Wojewódzkim Urzędem Ochrony Zabytków w Warszawie delegatura w Płocku prowadzą w okresie wszystkich świętych zbiórkę pieniędzy na renowację najcenniejszych pomników sztuki cmentarnej znajdujących się na cmentarzu. W akcję chętnie włączają się przedstawiciele władz miasta i powiatu, a także dziennikarze, ludzie sztuki i kultury, przedsiębiorcy oraz sami mieszkańcy miasta.

## Pochowani
Na cmentarzu spoczywają prochy wielu osób zasłużonych dla Płocka i regionu. Pochowani tu zostali m.in.:
- Antoni Bielak – wojewoda płocki w latach 1980 – 1990
- Jakub Chojnacki – prawnik, działacz społeczny, wieloletni prezes Towarzystwa Naukowego Płockiego;
- Franciszek Dorobek – nauczyciel, działacz społeczny;
- Stanisław Figielski – duchowny rzymskokatolicki, administrator apostolski Diecezji Płockiej podczas II wojny światowej;
- Bolesław Górnicki – lekarz pediatra, rektor Akademii Medycznej w Szczecinie i Akademii Medycznej w Warszawie;
- Michał Marian Grzybowski - duchowny rzymskokatolicki, historyk, wieloletni profesor Wyższego Seminarium Duchownego w Płocku;
- Ryszard Jedliński - szczypiornista, brązowy medalista Mistrzostw Świata 1982;
- Aleksander Maciesza – lekarz, działacz społeczny, prezes TNP;
- Bronisław Mazowiecki – lekarz, ojciec byłego premiera Tadeusza Mazowieckiego;
- Antoni Michalski – prezydent Płocka w latach 1919 – 1926;
- Krzysztof Olewnik – biznesmen w branży spożywczej;
- Marek Ostrowski – piłkarz, reprezentant Polski, uczestnik Mistrzostw Świata w Piłce Nożnej 1986 w Meksyku;
- Faustyn Piasek – kompozytor, animator życia muzycznego w Płocku;
- Jan Wosiński - biskup pomocniczy Diecezji Płockiej (1961-91)

Na cmentarzu znajduje się również grób-pomnik ku czci bohaterów powstania styczniowego 1863 roku.